# Вальмоден
Вальмоден (нім. Wallmoden) — сільська громада в Німеччині, розташована в землі Нижня Саксонія. Входить до складу району Гослар. Складова частина об'єднання громад Луттер-ам-Баренберге.
Площа — 16,82 км2. Населення становить Невірний параметр metadata 03 153 014 ос. (станом на 31 грудня 2021).

## Галерея

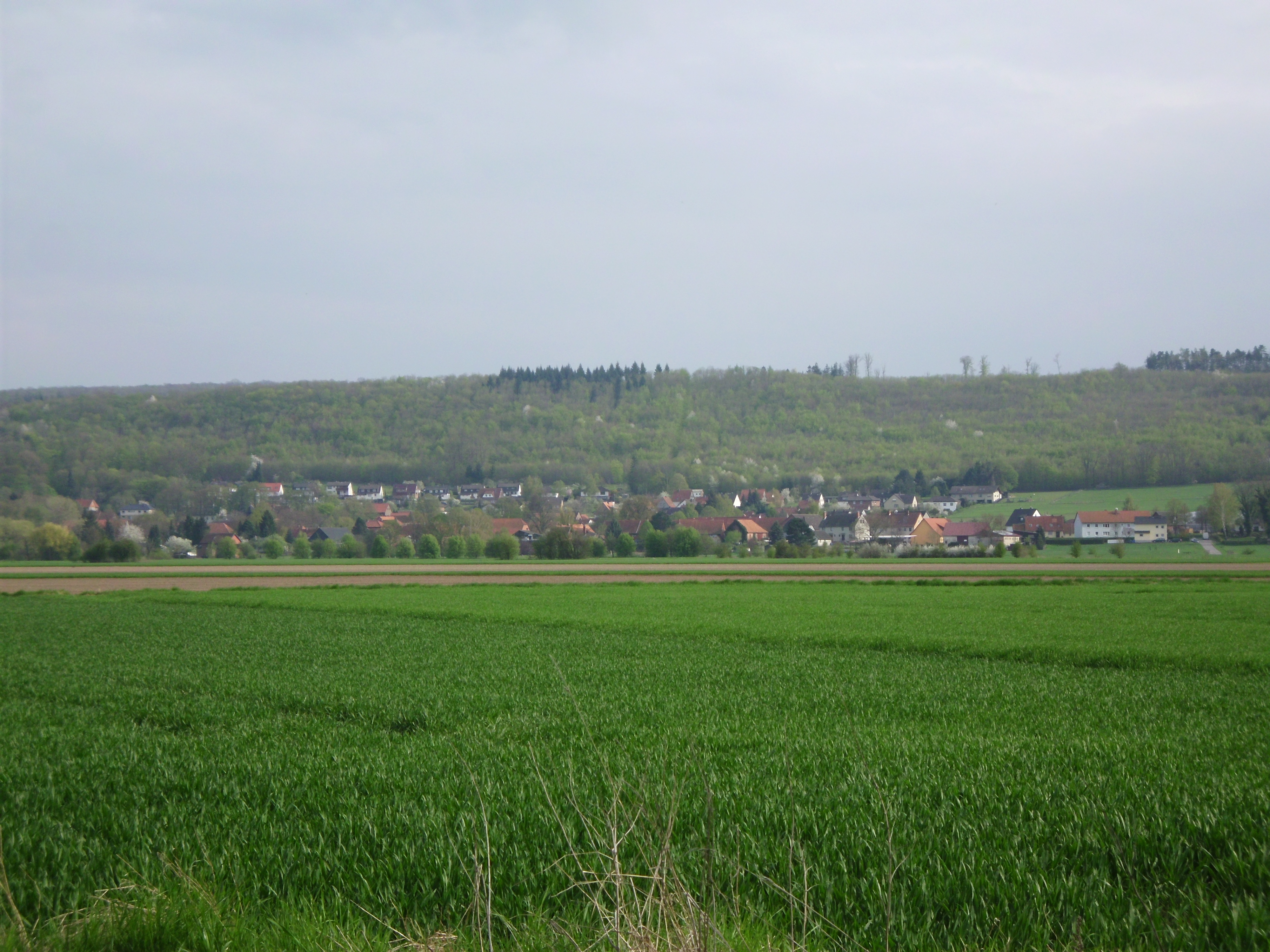
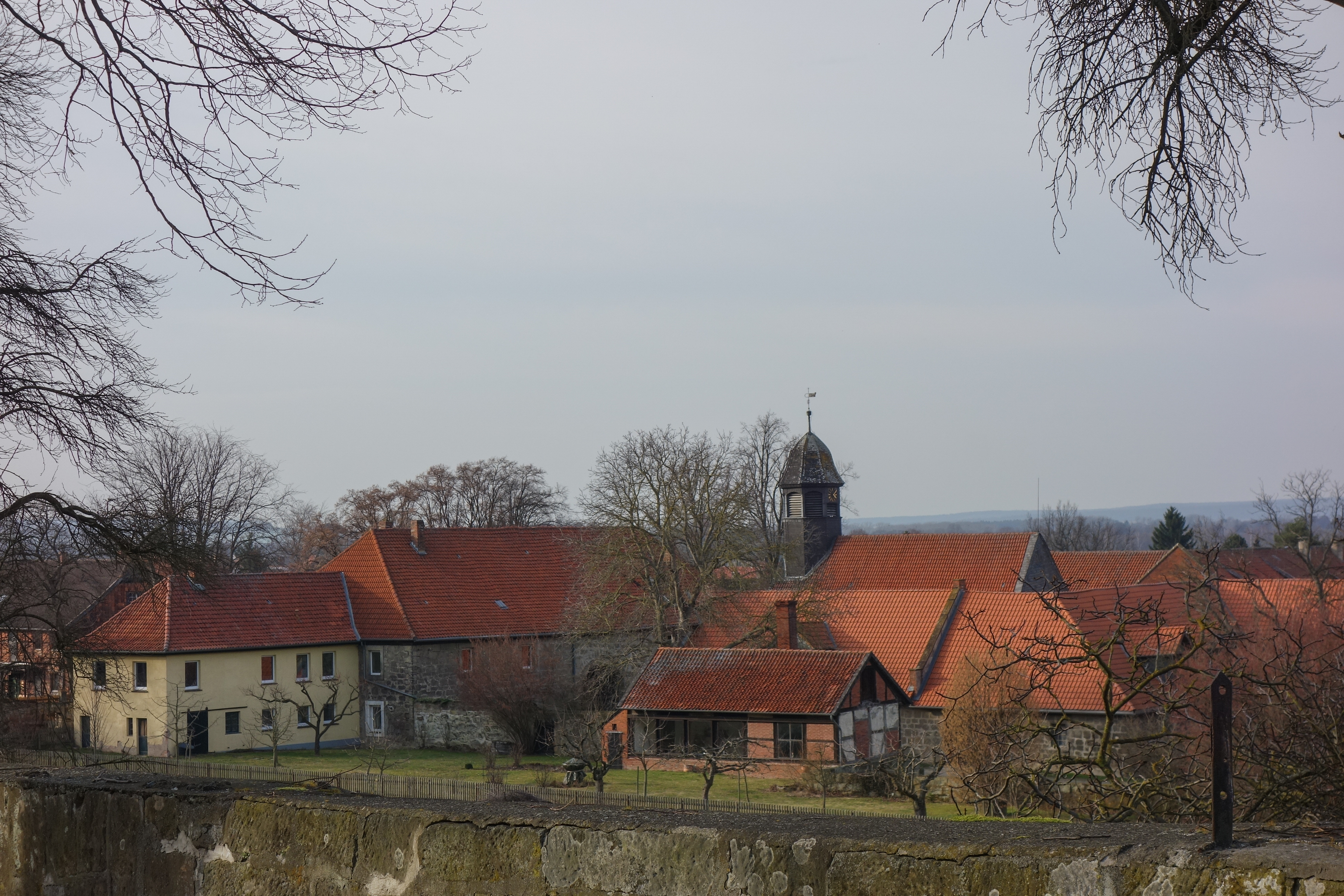
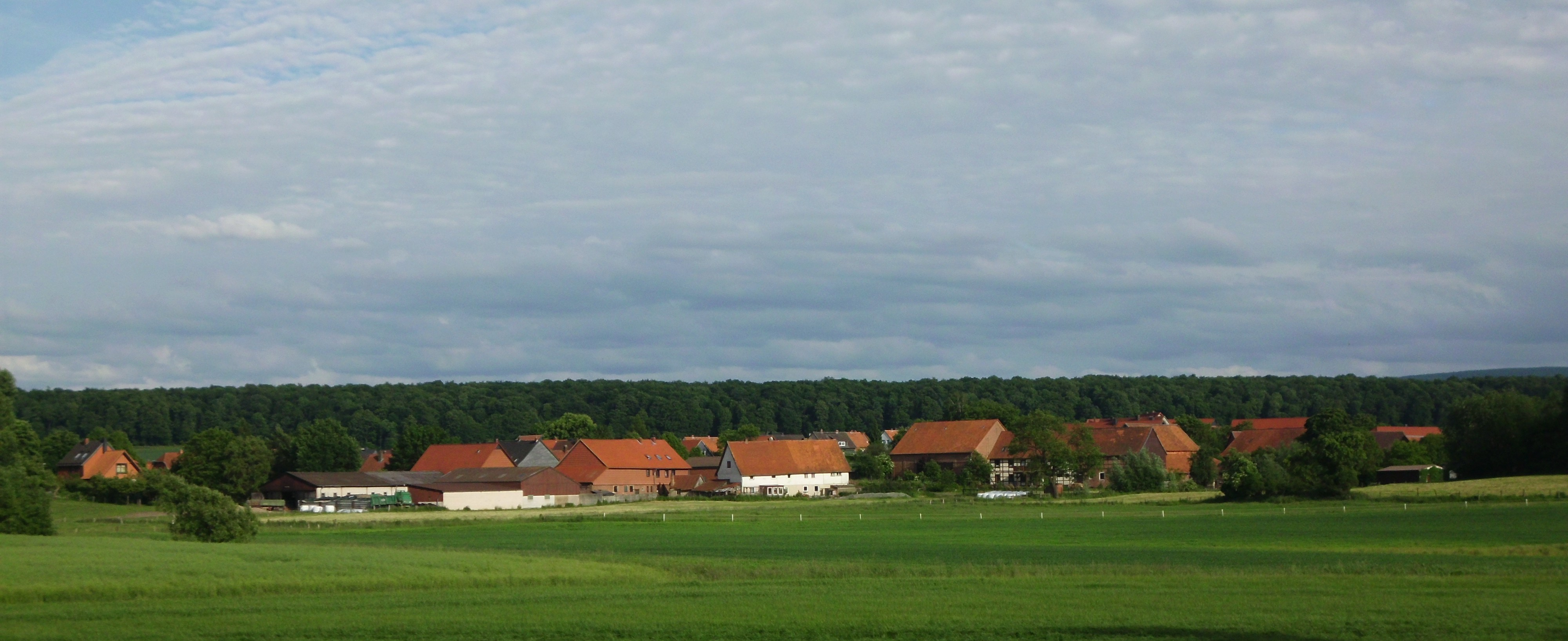
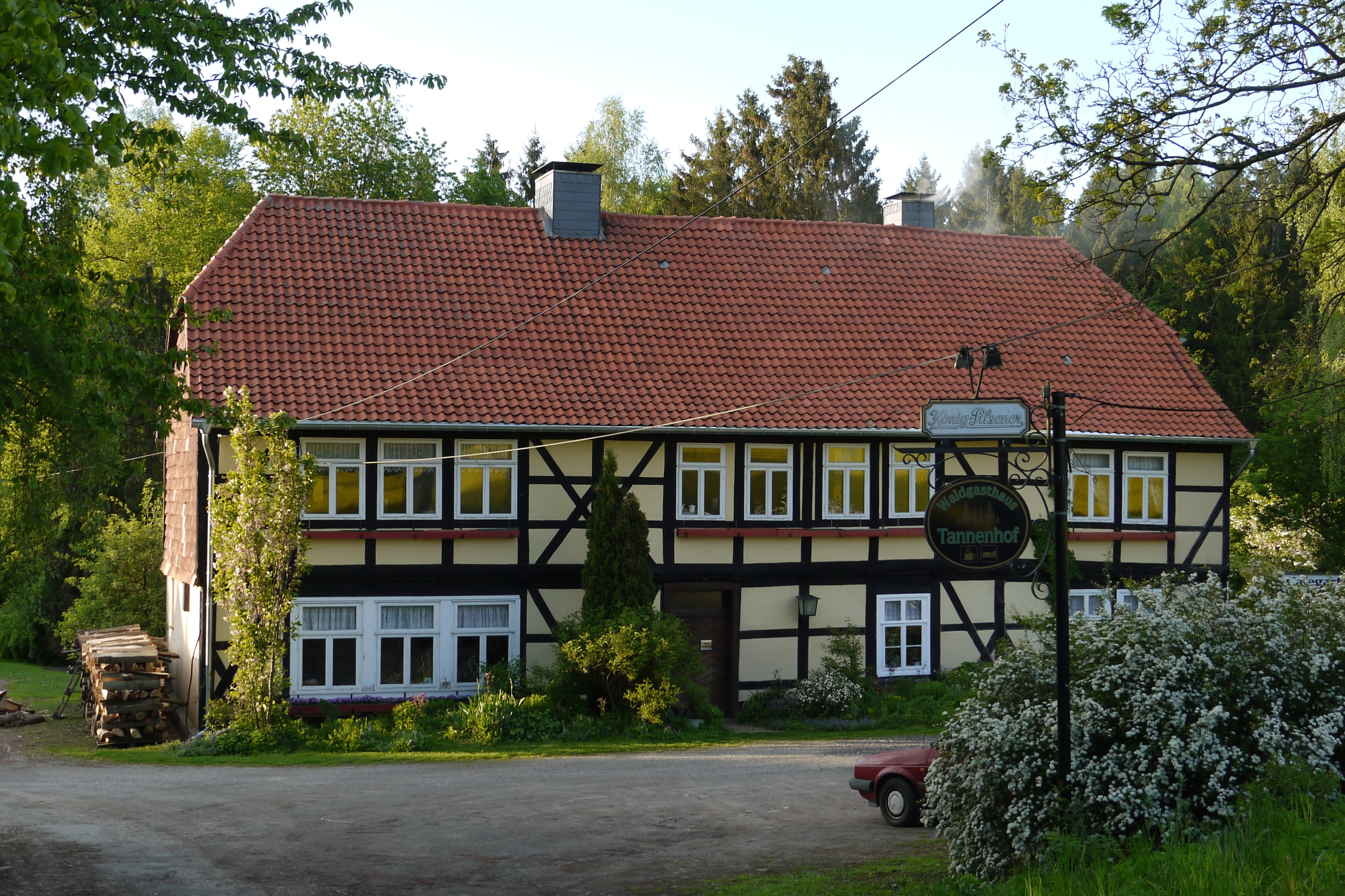